# 弓道
弓道（日语：／ Kyūdō）是日本一种利用和弓与箭，通过射中箭靶的一系列动作来锻炼身心的武道。它以古武道的弓术的为基础，并结合了现代体育运动与体育竞技等元素。但是古代弓术的流派并没有中断传承，而是与现代弓道并存并继续传承下去。

## 概况

### 相关组织
- 全日本弓道联盟（日语：全日本弓道連盟）
  - 成立于1949年。这是日本全国性弓道组织，同时也是日本奥林匹克委员会、日本体育协会（日语：日本スポーツ協会）和日本武道联合会（日语：日本武道協議会）的成员机构。日本境内47个都道府县所属的54个地方弓道协会（包括东京都的第一、第二和第三等3个地方协会以及北海道中央、东部、南部、西部、北部和中部等6个地方协会）均为其成员。负责弓道技巧的审查并授予段位与称号。

- 国际弓道联盟（日语：国際弓道連盟）
  - 成立于2006年，是以全日本弓道联盟（日语：全日本弓道連盟）为核心的国际弓道联合组织。

- 全日本学生弓道联盟（日语：全日本学生弓道連盟）
  - 成立于1930年，是一个以日本大学生为对象的弓道全国组织。日本各大专院校及短期大学的弓道部均为其加盟成员。全日本学生弓道联合会独立于全日本弓道联盟之外，拥有自己的一套独立赛事规则。

- 全國高等學校體育聯盟弓道专门部
  - 日本高中生弓道全国组织，由全日本弓道联盟负责管理并监督日本高中弓道的发展。

- 臺灣弓道協會
  - 「臺灣弓道協會」成立於2009年1月17日，為全國性社團組織，以在臺灣推廣日本傳統弓道為主。

- 香港弓道協會
  - 「香港弓道協會」香港弓道協會是由一班熱愛弓道的社會人士創立，志在於本港介紹大眾認識弓道這一項日本的傳統射藝；並致力協助學習者透過修練的過程，探索及實踐弓道的至高理想──「真、善、美」。

- 弘道館 弓道場
  - 「「弘道館」為「香港弓道協會」認可道場，於2020年幾位弓道愛好者在不同途徑、不同原因愛上弓道，加上緣份走在一起成立「弘道館」。希望提供一個安全、合適的練習環境，藉著弓道了解日本文化，與世界各地的弓友交流。

除上述组织之外，日本的教职员协会、企业队联合会中也有专门的弓道组织。而在弓道流派中，本多流成立了“生弓会”、小笠原流成立了“同门会”、日置流印西派成立了“浦上同门会”等流派组织。

### 竞技人数
根据全日本弓道联盟在2015年的统计数据显示，日本当时约有14.1万名登记在册的弓道竞技选手。在性别比例上，男性选手人数要多于女性人数；而在年龄段分布上，高中生约有7.1万人（占总数50%）、普通人为4.3万人（31%）、初中生约有1.3万人（9%）、大学生约有1.4万人（10%）。但是需要注意的是，除非是要参加全日本弓道联盟组织的相关赛事和测验，否则并不需要在联盟登记注册。
而根据日本各地方弓道协会的统计数据显示，登记在册的弓道选手人数最多的五个地区是：爱知县、东京都（包括3个地方协会）、福冈县、神奈川县和埼玉县；而人数最少的五个地区则是：和歌山县、冲绳县、秋田县、鸟取县和岛根县。初中生的注册人数因地各异，栃木县、爱知县和鹿儿岛县的地方协会约有2000名初中生登记在册；但也有部分地区的在册初中生只有数十人。尽管最近几年少子化倾向严重，但是日本高中生中在册弓道选手还是维持在6万人的水平，男子和女子选手人数均超过剑道选手，是日本高中武道项目中的人数最多的。但是，开展弓道竞技的学校却不多，大约只有2000所高中。同时，高中弓道的地区差异化也很大，例如：爱知县约有一半的高中有弓道部，但大阪府的普及度却不到10%。

### 主要流派
尽管小笠原流、日置流、本多流、大和流等传统流派迄今仍在活跃中，但现在的大部分弓道选手并不隶属这些流派而是学习全日本弓道联盟所制定的射法八节等规则。事实上，各大流派的许多成员也隶属于全日本弓道联盟并接受该组织的审查。因此许多流派与全日本弓道联盟并没有利益冲突。
按照现今的标准，传统的流派可以分为“礼射系”与“武射系”两大类别。礼射系通过增加仪规与仪式的元素而发展起来的弓道形式，通常主要就是指小笠原流。而武射系则是追求战场实际效果而发展起来的弓道形式，通常主要是指日置流。本多流最引以为傲的三十三间堂通矢是脱胎自日置流的堂射系统，因而这是一种吸收了礼射系正面打击要素的武射系流派。

## 射法八節
全日本弓道連盟將弓道的基本動作分為八個部分。
| 中文 | 日文   | 日文       |
| ---- | ------ | ---------- |
| 用足 | 足踏み | あしぶみ   |
| 胴造 | 胴造り | どうづくり |
| 備弓 | 弓構え | ゆがまえ   |
| 起弓 | 打起し | うちおこし |
| 拉弓 | 引分け | ひきわけ   |
| 會   | 会     | かい       |
| 離   | 離れ   | はなれ     |
| 殘心 | 残心   | ざんしん   |

## 弓道场

### 台灣
台灣已經沒有從日治時代留下來的弓道場，僅剩下唯一可參考的道場是在台北太子賓館那座簡易道場。
目前，台灣最主要的弓道推廣單位是由臺灣弓道協會 （页面存档备份，存于）（國際弓道聯盟的會員之一）組織與管理的藏月弓道場，是日治後台灣唯一標準 28 米近的道場。
除臺灣弓道協會之外，台北也有個人經營的道場「躾學」與「山道場」，台中則有「岡達」可以學習弓道。

### 香港
香港目前有28米近的道場，是香港弓道協會 （页面存档备份，存于），弘道館 （页面存档备份，存于）和靖思堂 （页面存档备份，存于）弓道場。

## 竞技形式
一般情况下，弓道的相关赛事遵循全日本弓道联盟所制订的赛事规则。
但是需要注意的是，全日本学生弓道联盟是一家独立于全日本弓道联盟的弓道协会组织。
因此，全日本学生弓道联盟所主办的弓道赛事与全日本弓道联盟所主办的弓道赛事在细则上会有一定差异。

### 竞技项目
以下两个项目都有个人赛和团体赛。
- 近靶（日语：近的）项目
  - 射程：28米

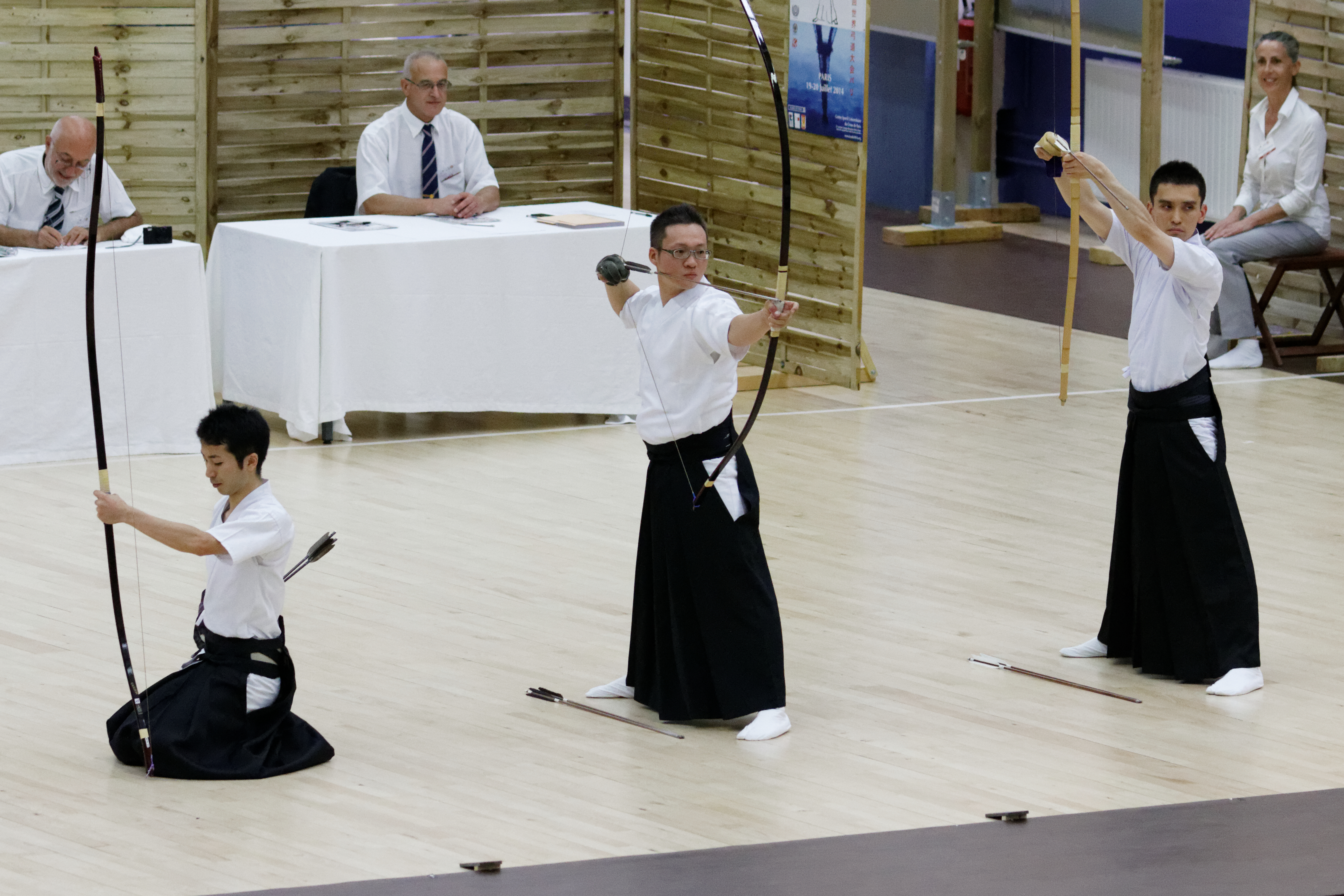
2014年弓道世界杯赛事现场。

  - 箭靶（日语：的 (弓道)）要求：直径36厘米，可选用星式箭靶（日语：的 (弓道)）或霞式箭靶（日语：的 (弓道)）。另，排位赛可以选用直径24厘米的箭靶。

- 远靶（日语：遠的）项目
  - 射程：60米
  - 箭靶要求：直径100厘米的霞式箭靶（便于统分）。排位赛可以选用直径79厘米或50厘米的箭靶。
    - 在第53届到57届全日本弓道锦标赛远靶项目中，将射程规定为30米，而箭靶尺寸规定为直径36厘米。

## 礼法
全日本弓道联盟所制定的弓道礼法是以小笠原流立法为基础。
自室町幕府时代以来，日本武家的礼法分为两个部分：伊势氏的礼法对内，主要用于殿内；而小笠原家的礼法则对外，主要用于屋外。

## 主要赛事
- 国民体育大会
- 全日本弓道锦标赛（日语：全日本弓道選手権大会）
- 全日本弓道大赛
- 全日本工人弓道锦标赛
- 全日本学生弓道王座赛
- 全日本学生弓道女子王座赛
- 东西学生弓道选拔对抗赛
- 东西学生弓道女子选拔对抗赛
- 全日本学生弓道锦标赛
- 全国大学弓道选拔赛
- 全关东学生弓道锦标赛
- 全国高级中学综合体育大会（日语：全国高等学校総合体育大会弓道競技大会）
- 全国高级中学弓道锦标赛
- 全国初中生弓道大赛（日语：全国中学生弓道大会）
- 世界弓道大赛
- 全国青年大赛（日语：全国青年大会）2004年后停办

## 段级位制
全日本弓道联盟所制定的弓道段位包括从5级到1级的业余段位及从初段到十段的职业段位。
原则上，四段及四段以下段位由各都道府县的地方弓道协会授予；五段需要多个地方弓道协会联合授予；六段到八段以及练士、教士称号需要全日本弓道联盟主办的机构认证，并需要得到该机构的大部分审查员同意方可授予；九段、十段以及范士称号则采用推荐制度授予。需要注意的是，不是命中靶标就算合格，而是选手的进退场（包括起居进退等）动作及精神饱满与否都是审查对象。
| 日本弓道段级位制授予标准 | 日本弓道段级位制授予标准                                       |
| 段级位                   | 标准                                                           |
| ------------------------ | -------------------------------------------------------------- |
| 十段                     |                                                                |
| 九段                     | 精通弓道真实本质                                               |
| 八段                     | 射技纯熟、射品高雅、射艺精妙                                   |
| 七段                     | 射形、射术与体配已具备自我风格，射品高超已抵练达之领域         |
| 六段                     | 射形、射术与体配已达优秀标准，射品高超已达到精炼的地步         |
| 五段                     | 射形、射术与体配已符合基本要求，射品初现并开始追求精益求精     |
| 四段                     | 射形定型、体配稳定、气韵雅正；射术运用精确，出箭敏锐，命中精准 |
| 叁段                     | 射形定型、体配稳定、气韵整齐；射术运用得当，出箭笔直，命中准确 |
| 弐段                     | 射形、体配运用齐备；射术运用无误，力气精实且箭矢不脱靶         |
| 初段                     | 射形、体配运用合适；箭矢不脱靶                                 |
| 一级                     | 射形、体配运用大致正确                                         |
| 二级                     | 与三级相比，技术有明显进步                                     |
| 三级                     | 掌握射箭基本动作且对弓箭整理稍有了解，且得到了规范的训练       |
| 四级                     | 有得到规范训练，在弓箭使用方面有基本了解                       |
| 五级                     | 弓道初学者                                                     |

| 日本弓道称号授予标准 | 日本弓道称号授予标准                                                                |
| 称号                 | 标准                                                                                |
| -------------------- | ----------------------------------------------------------------------------------- |
| 範士                 | 1. 德操高洁、技能娴熟、眼界高远，堪称弓道界的模范； 2. 具有教士称号。               |
| 教士                 | 1. 品德、技艺、眼界齐备，具有教导他人学识、能力和行动并功勋卓绝； 2. 具有练士称号。 |
| 鍊士                 | 1. 技艺熟练扎实，具有教导他人的实力，精神修炼格外优异； 2. 拥有五段以上段位。       |

### 段位审查
在初段与弐段的段位审查中，箭矢命中红心与否及是否能形成弓返都不在考核范围内。而在实际段位审查中又分为“无指定审查”和“升段审查”两种。

#### 无指定审查
针对的是从五级到初段。
通常是根据相应的实力授予对应的段级位，因此有人会直接定级为初段，而有些人则会被定级为五级。
无指定审查不会有合格与否的问题。

#### 升段审查
升段审查（初段审查）针对的是从初段到八段的授予，检查是否存在与段位相匹配的能力。
因此，审查结果存在合格与不合格两种结果。升段审查分为实践考试与专业考试两部分：
- 实践考试
  - 如果没有缺员，通常是五人一组进行考试；考试未开始时在场内以坐立形式等待。
  - 考试没有时间限制，但基本是四个以上的动作；考试时，男生需要光膀子，而女生需要挽起袖子。
  - 每名接受考试的考生可以射两箭，分别被称为“甲矢”和“乙矢”。
  - 审查员根据射法八节评价考生动作，即是否完成了从“踏足”到“残心”等一系列动作；同时还将结合考生的射品、射格与着装等多方面给出综合考试结果。
  - 在场五名审查员有三名审查员同意即为合格。
- 专业考试
  - 共计两道题目；每题50分，满分100分。
  - 题目在考前就会公布，而考生只需要在考试时作答即可。因此，专业考试可以事先准备答案。此外，专业考试相关题目及答案全部刊载在全日本弓道联盟所出版的《弓道教本》中。

最后，升段审查是否合格需要根据上述两门考试来综合评估。

## 与射箭的差异
西洋射箭运动曾经隶属于全日本弓道联盟的“洋弓部”，并于1958年加入国际射箭联合会。但是根据日本国内另一射箭团体的申请，同时也因为日本在1967年举办的第24届国际射箭锦标赛上的惨败，全日本弓道联盟将国际射箭联合会的会员资格转让给全日本射箭协会。从此，弓道与西洋射箭运动正式分道扬镳。
从技术上来讲，射箭中，箭矢位于弓身的左侧，同时使用右手食指、中指和无名指来拉动弓弦的“地中海式”（也可稱三指拉弓法）；而弓道中则是箭矢位于弓身右侧，同时使用右手拇指與食指来拉动弓弦的“蒙古式”（也可稱拇指拉弓法），而和弓則是使用拇指拉弓法為基礎，以拇指、食指、中指開弓。并且弓道还需要遵从射法八节的要求。
就器具装备来讲。射箭与弓道在本质上是差不多的。但是射箭的弓具上多了许多辅助装备，例如：稳定器、瞄准器、响片等；而弓道的和弓只有弓身和弓弦。并且射箭运动中，左手弓与右手弓都有；但是日本弓道中却只有左手弓。
而在规则上来说，弓道的射箭过程是不能中止或回退的。如果在射出箭之前将箭矢从弓上取下会被认定为“未射中”而取消本轮射箭资格。
此外，弓道比赛对于武道中的礼法与服装要素有严格要求；但是西洋射箭运动仅仅是追求纯粹的精度，在竞赛元素之外并不追求服装、形式等要求。

## 相关图片

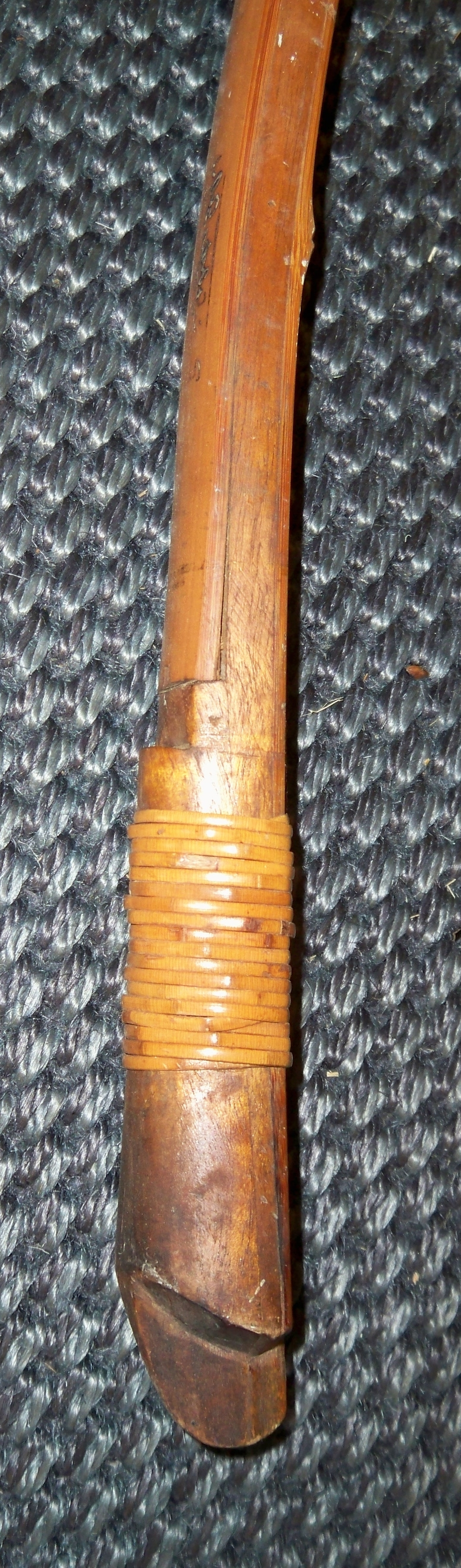
本弭
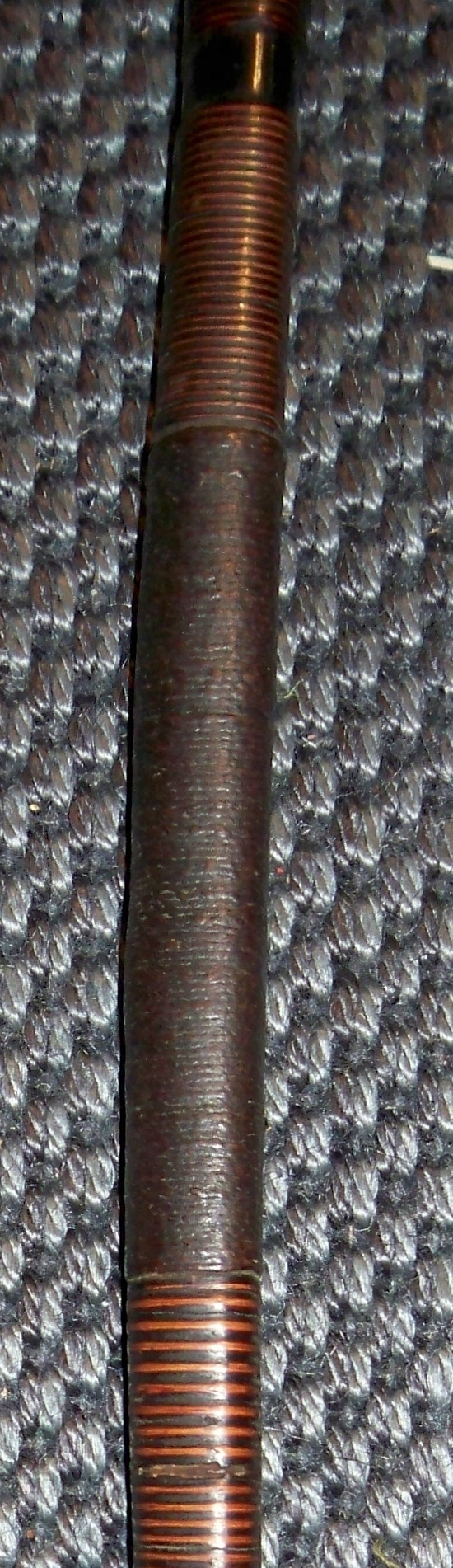
握
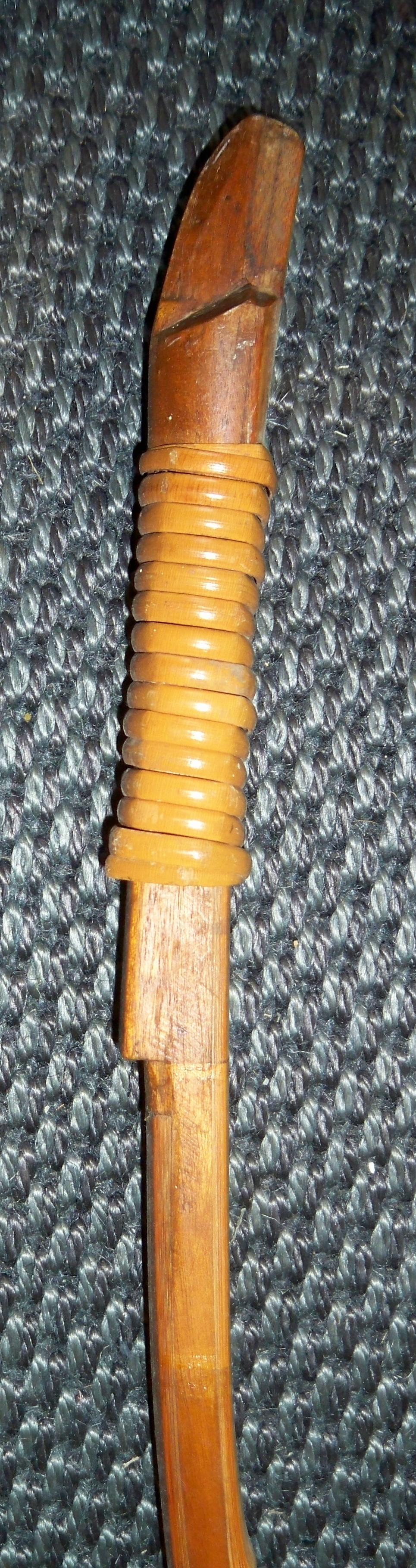
末矧
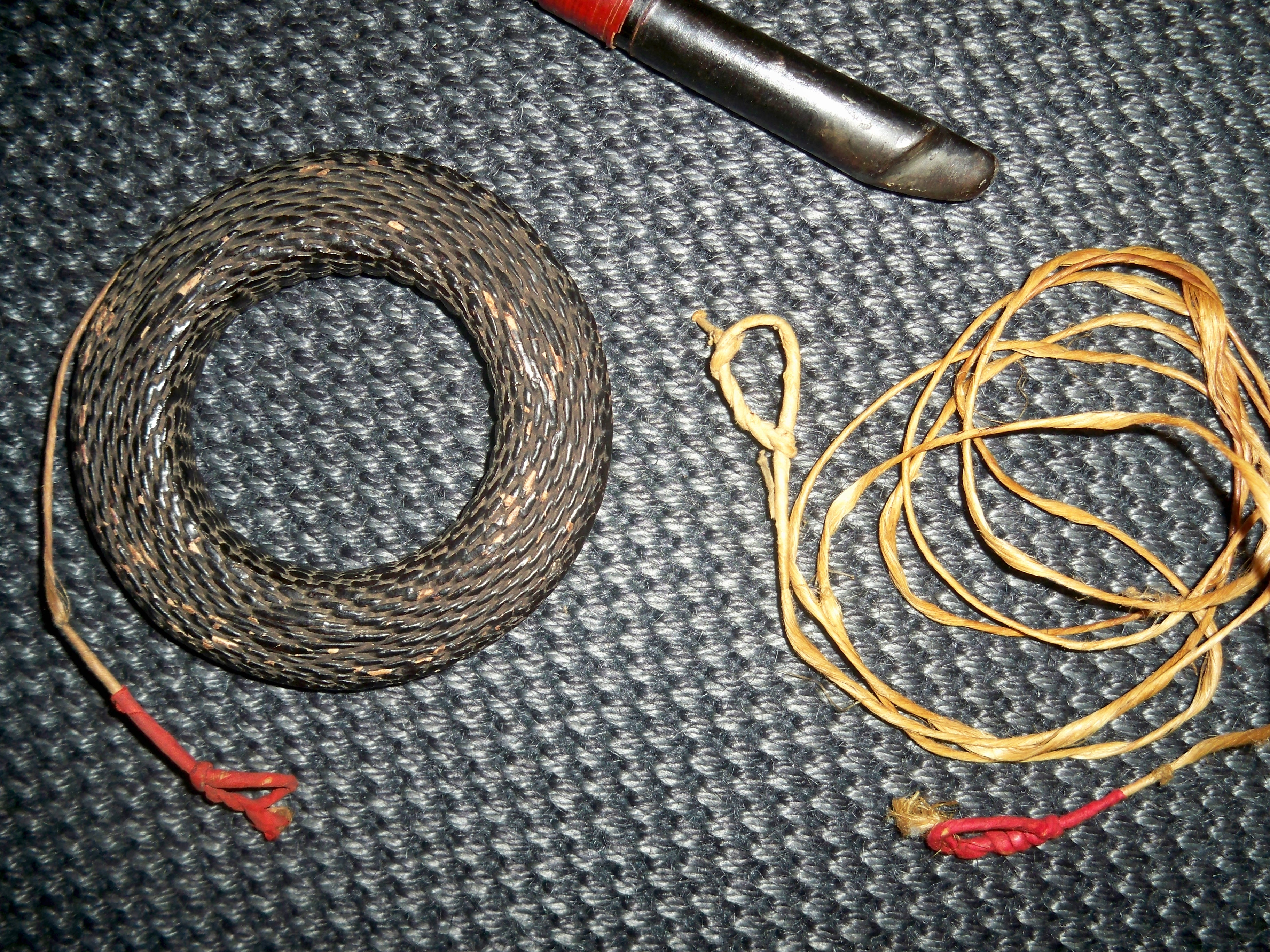
弦卷与弦
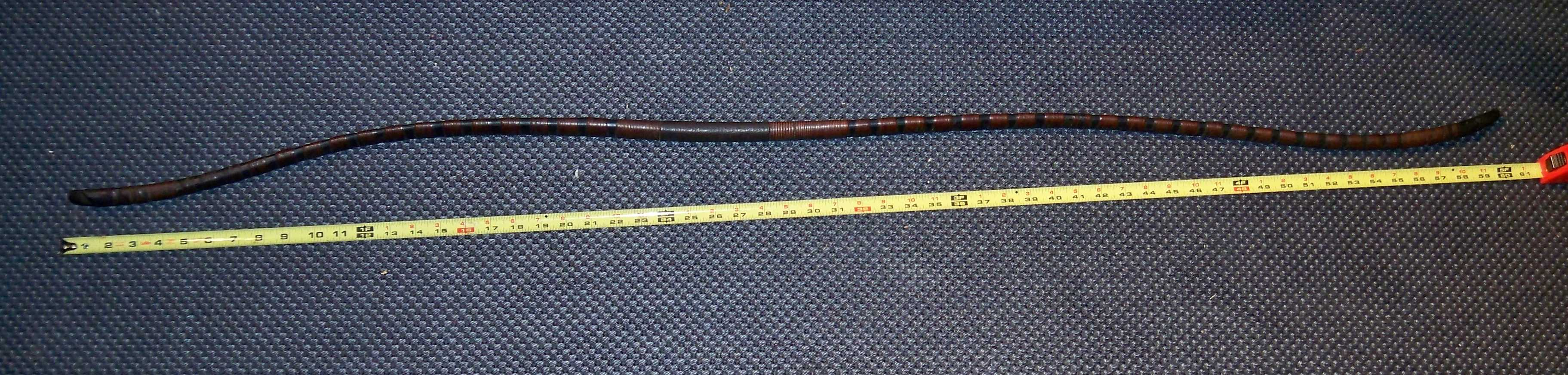
半弓
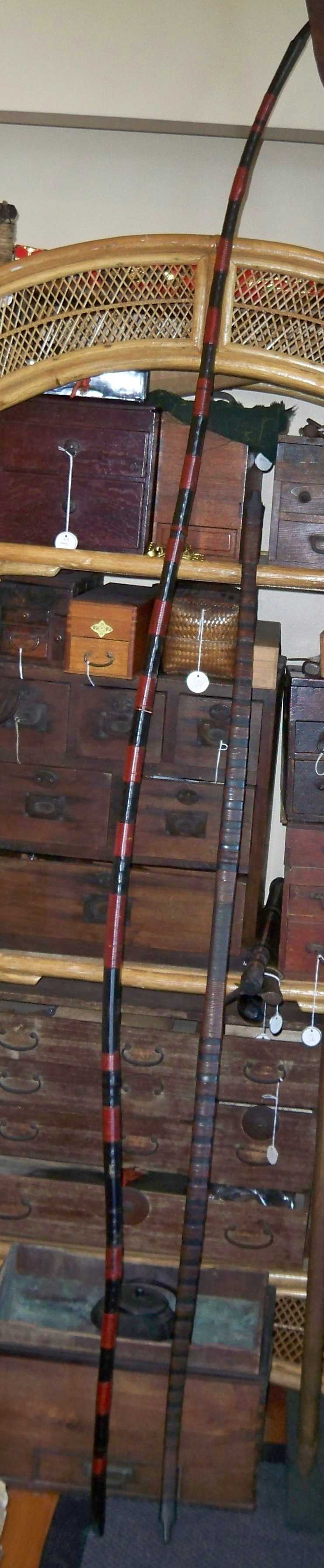
大弓与半弓
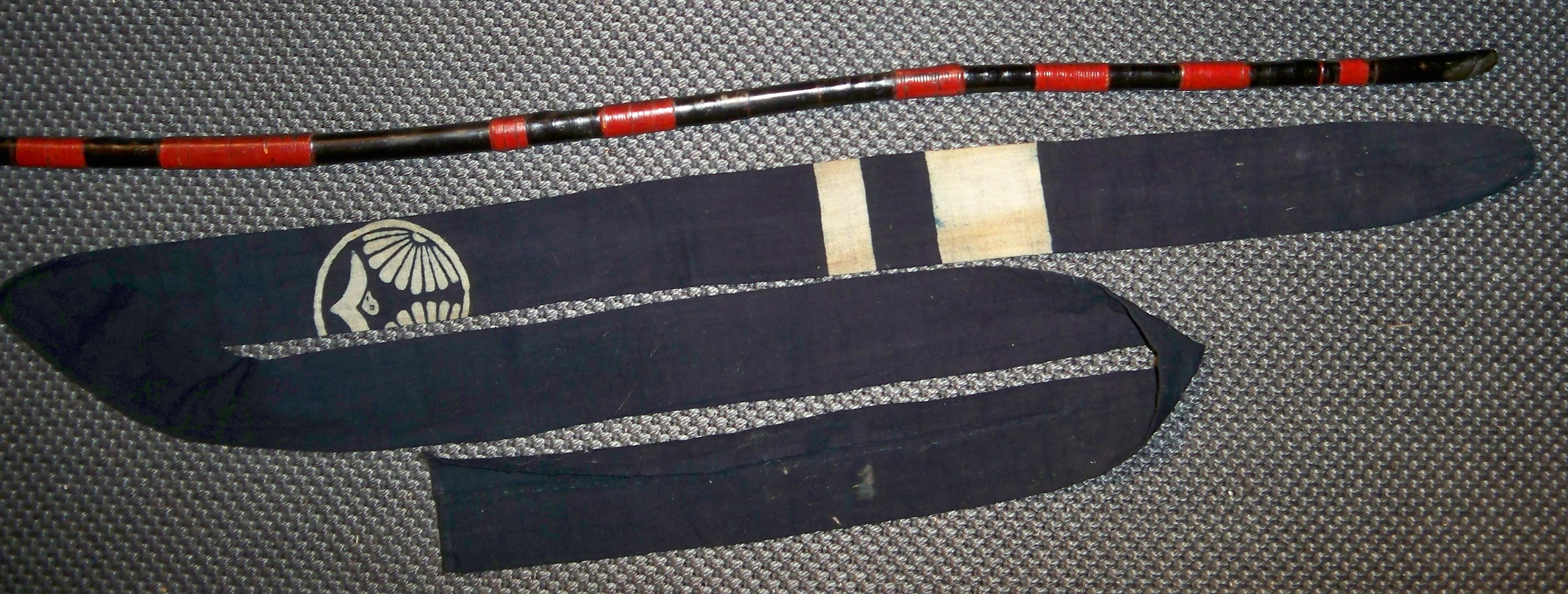
弓袋
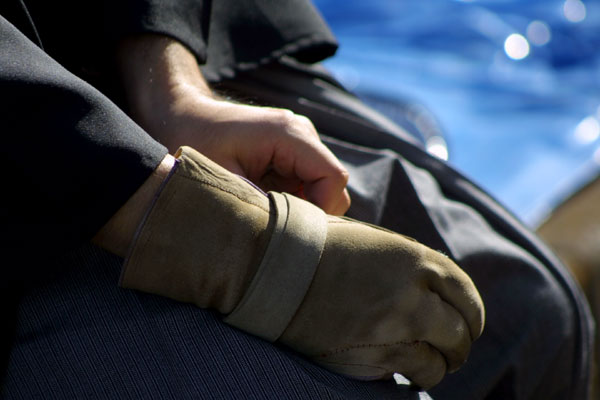
四指弽

### 脚注
1. ↑  日本的弓道有三个要素：命中率（中）、贯穿率（贯）和持久率（久）。一般的弓道流派追求的是“贯中久”，即相对于命中率更讲究命中之后的贯穿效果；但武射系流派追求的是“中贯久”，即以命中敌人为最优先。

### 出典
1. ↑  全日本弓道連盟.  (PDF). 全日本弓道連盟.   [2020-04-20]. （原始内容 (PDF)存档于2017-06-25）.
2. 1 2   (PDF). 全日本高中学校体育联合会.   [2020-04-20]. （原始内容 (PDF)存档于2020-05-05）.
3. ↑  . 2019-12-17  [2020-12-03]. （原始内容存档于2021-05-07） （中文（繁體））.

### 文献
- 全日本弓道联盟（日语：全日本弓道連盟） (编). .
- 宇野要三郎 (编). . 雄山阁出版（日语：雄山閣出版）. 1970.
- 今村嘉雄; 小笠原清信. 岸野雄三 , 编. . 人物往来社（日语：新人物往来社）. 1966.
- 浦上荣（日语：浦上栄）口述. 浦上同门会 , 编. . 浦上同門会. 1955.
- 浦上荣; 斋藤直芳. . 平凡社. 1935.
- 稻垣源四郎; 川村福二. . 讲谈社. 1983.
- 入江康平. 森俊男 , 编. . 不昧堂出版. 1998.
- 入江康平 (编). . 不昧堂出版. 2003.
- 中村 民雄 編. . 島津書房. 1985.
- 小山 高茂 他3名 編. . 雄山閣出版. 1994. ISBN 4-639-00146-0.
- 中村佑司, 「戦時下の「国民体育」行政 厚生省体力局による体育行政施策を中心に」 早稲田大学人間科学学術院 『人間科学研究』 5巻 1号 1992年 p.123-139
- 中野文庫 国民体力管理制度調査会官制，存于
- 中野文庫 国民体力法，存于
- 小野﨑紀男、松尾牧則、守田勝彦編 『弓道日本』、太陽書房。
- 小野﨑紀男著 『日本弓道史料』第一巻-第九巻、太陽書房。ISBN 978-4-903447-06-3